# Anton Rüller

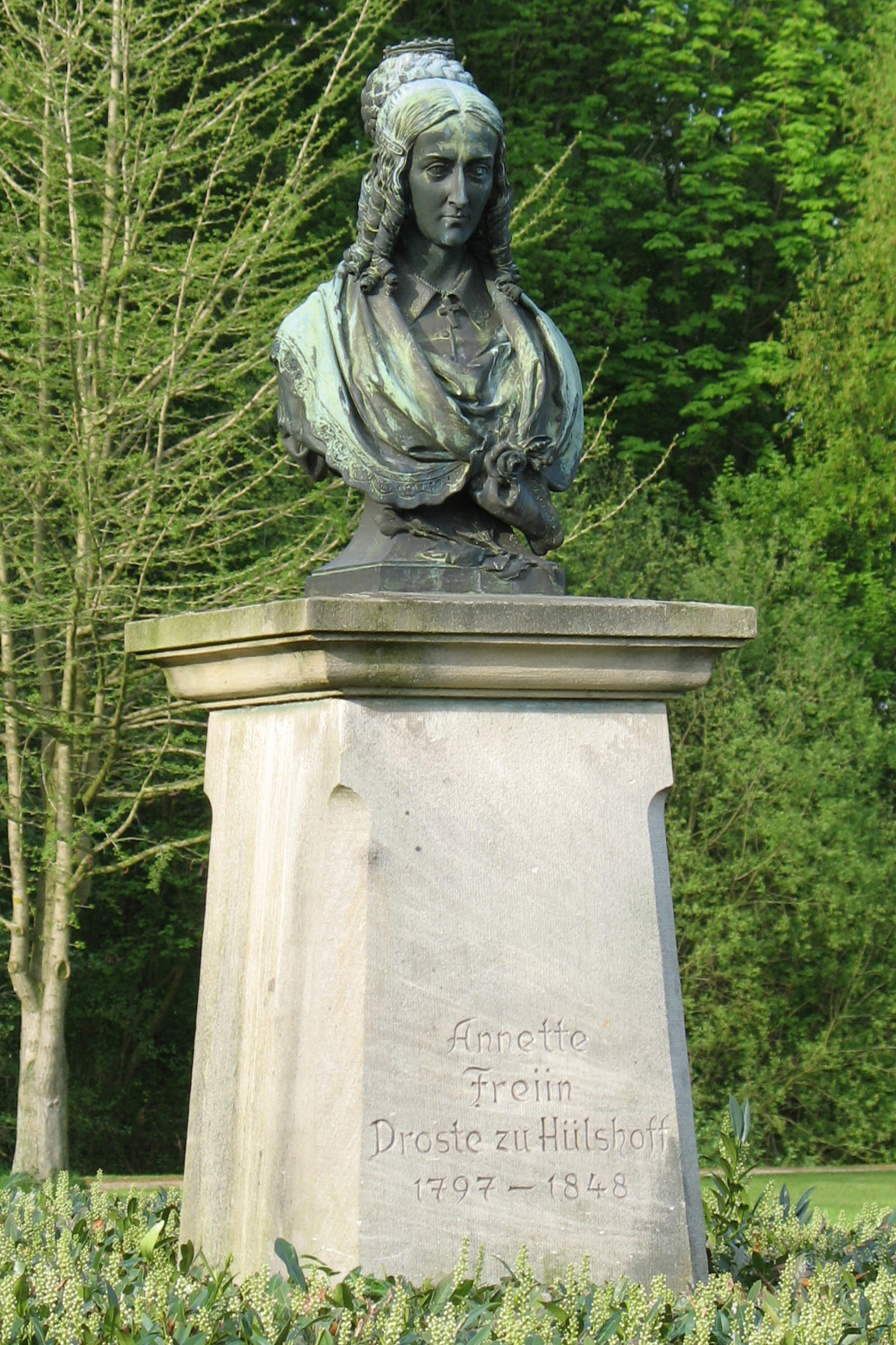
Denkmal für die Dichterin Annette von Droste-Hülshoff im Garten von Burg Hülshoff in Havixbeck (1896)

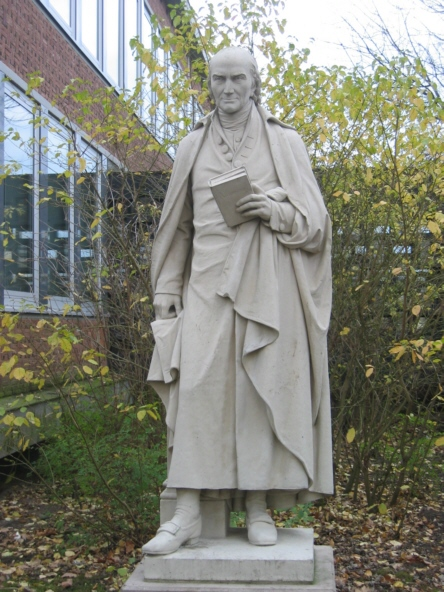
Overberg-Statue am Overberg-Kolleg in Münster (1897)

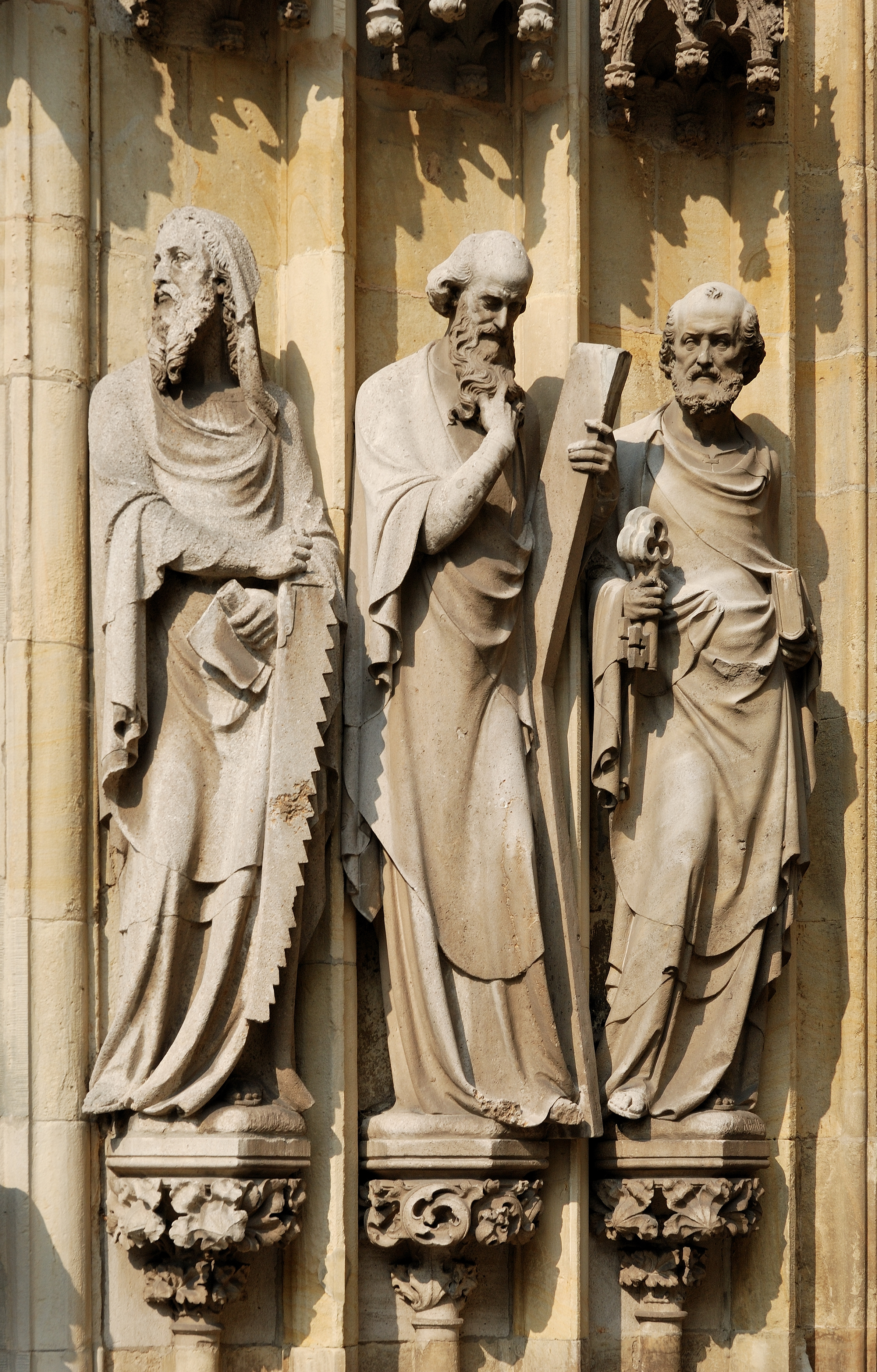
Neugotische Gewändefiguren am Westportal der Überwasserkirche in Münster (1903)

Anton Rüller (* 26. Mai 1864 in Ascheberg; † 31. März 1936 in Münster) war ein deutscher Bildhauer.
Rüller ist vor allem durch seine Büsten der Annette von Droste-Hülshoff und verschiedene Figuren an Kirchen in und um Münster bekannt.

## Leben
Anton Rüller wurde 1864 in Ascheberg in Westfalen geboren. Er lernte in der Werkstatt des Münsteraner Bildhauers Heinrich Fleige. Nach dessen Tod 1890 übernahm Rüller die Werkstatt und entwickelte einen eigenen Stil, vor allem auf dem Gebiet der Porträtbildhauerei. In den folgenden Jahrzehnten schuf er zahlreiche öffentliche Denkmäler und Sakralfiguren sowie private Grabanlagen.
Rüller lehrte später an der Kunstschule Münster und unterrichtete unter anderem die Goldschmiedin Ursula Bach-Wild.

## Werke (Auswahl)
- 1896: Marmorbüste von Annette von Droste-Hülshoff, erst am Kanonengraben, seit 1905 auf der Kreuzschanze, Münster[3]
- 1896: Denkmal für Annette von Droste-Hülshoff im Garten der Burg Hülshoff, Havixbeck (zusammen mit Heinrich Fleige)[4]
- 1897: Denkmal für den Münsteraner Theologen Bernhard Heinrich Overberg am Overberg-Kolleg, Münster[1]
- 1903: Figurenzyklus (Madonnenstatue und die zwölf Apostel) an der Überwasserkirche, Münster[5]
- 1903: Kniender Jesus in der Ölberg-Grotte, Lohne (Oldenburg)[6]
- 1903: Denkmal für Clemens von Ketteler
- 1903: Denkmal für den Münsteraner Komponisten Julius Otto Grimm an der Kreuzschanze, Münster[7]
- 1909: Denkmal für Tonio Bödiker, Haselünne[8][9]
- 1910: Figuren im Portal der Lambertikirche, Münster[10]
- Christusstatue (Kriegerdenkmal) in Altenberge[11]
- aus Eichenholz geschnitzte Plastik der Maria mit dem Leichnam Jesu auf dem Schoß in der Kirche St. Servatius in Hembergen (heute Emsdetten)[12]
- Herz-Jesu-Statue in der Herz-Jesu-Kapelle der Liebfrauenkirche, Holzwickede

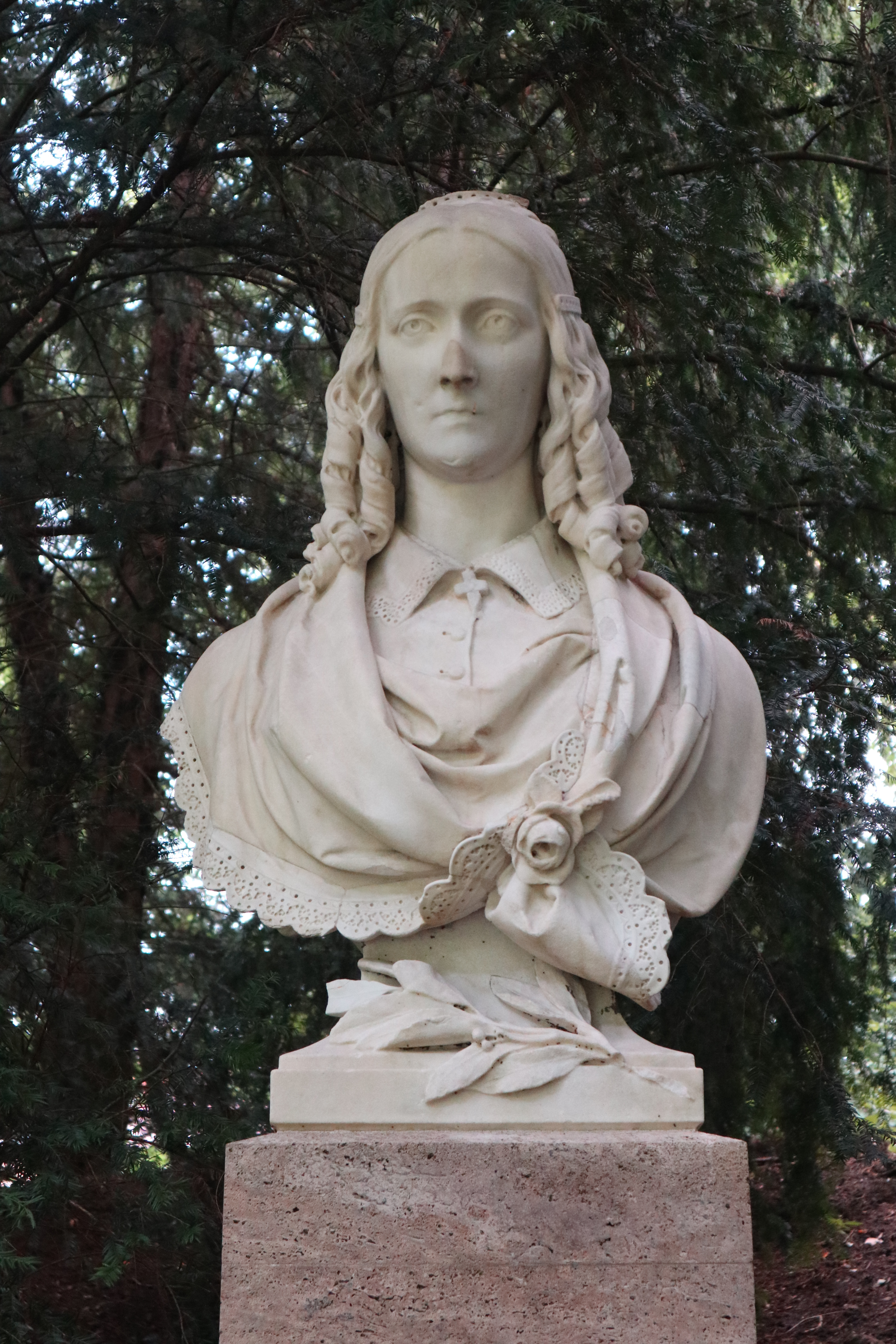
Büste Annette von Droste-Hülshoffs, 1896, Münster
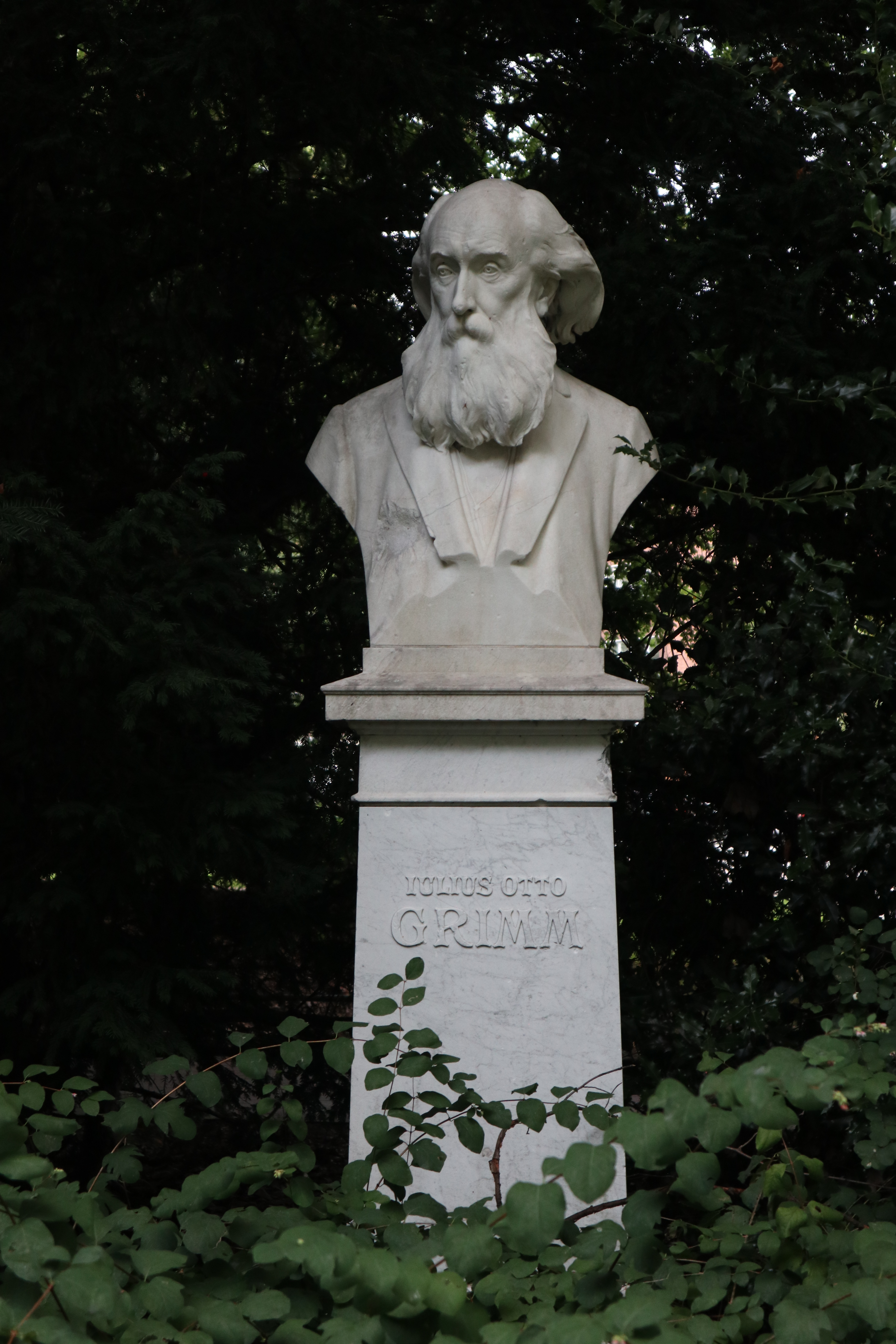
Büste Julius Otto Grimms, 1903, Münster
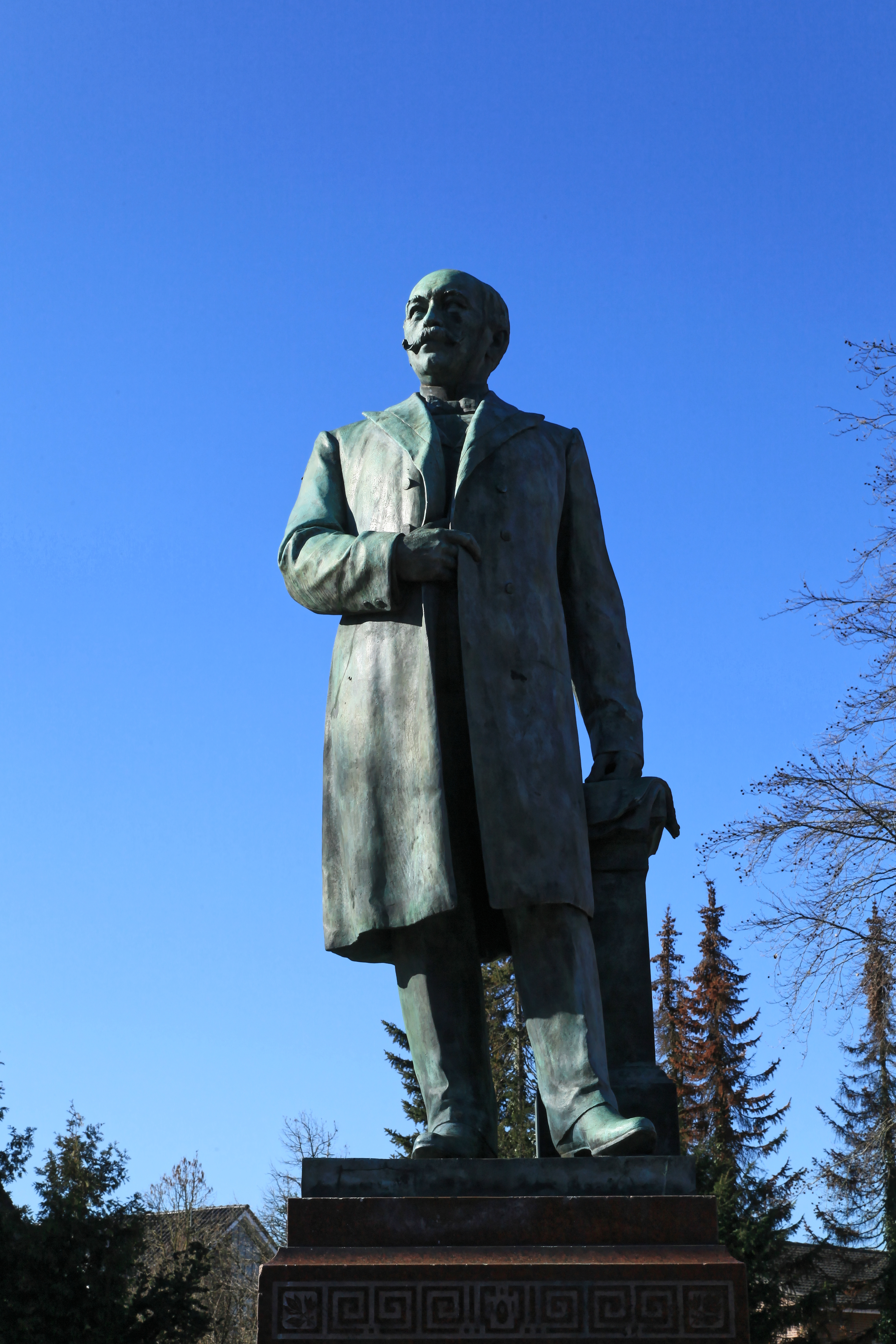
Denkmal für Tonio Bödiker, 1909, Haselünne